# Mannensaari
Mannensaari är en ö i Finland. Den ligger i sjön Lahnavesi och i kommunen Mäntyharju i den ekonomiska regionen  S:t Michel och landskapet Södra Savolax, i den södra delen av landet, 170 km nordost om huvudstaden Helsingfors. Öns area är 0,8 hektar och dess största längd är 180 meter i sydväst-nordöstlig riktning.